# John Powell (kompozytor)
John Powell (ur. 18 września 1963 w Londynie) – brytyjski kompozytor muzyki filmowej.
Kształcił się w kierunku muzycznym na Trinity College of Music w Londynie. W 1988 roku po raz pierwszy zlecono mu skomponowanie podkładów dźwiękowych do filmów reklamowych i programów telewizyjnych (London Air-Edel Music). W tym czasie współpracował z Patrickiem Doyle’em przy tworzeniu tematów do Into the West oraz Hansem Zimmerem przy White Fang. Powell zadebiutował jako kompozytor muzyki do filmów fabularnych w Bez twarzy, filmie z Johnem Travoltą i Nicolasem Cage’em. Jest twórcą muzyki m.in. do wszystkich trzech części przygód Bourne’a, Włoskiej roboty, Pana i pani Smith, X-Men: Ostatni bastion, Zapłaty, Jak wytresować smoka, Jak wytresować smoka 2 oraz Jak wytresować smoka 3. W 2018 roku stworzył ścieżkę dźwiękową do filmu Han Solo: Gwiezdne wojny – historie, w której wykorzystał oryginalne motywy skomponowane przez Johna Williamsa.